# Шульц Геннадій Едуардович
Генна́дій Едуа́рдович Шульц (* 1907 — † 1992) — лікар-гігієніст і дослідник санітарно-гігієнічного стану українських міст.

## Біографія
Народився в Києві. У 1930-их роках працював в управліннях народного здоров'я УРСР. У 1941—1943 роках завідував відділом охорони здоров'я Києва.
На еміграції в Німеччині. Лікар-практик і співробітник Інституту для вивчення СРСР у Мюнхені (1951—1972), у виданнях якого публікував матеріали про стан медицини й здоров'я в СРСР. Згодом став директором цього інституту.
Співробітник «Енциклопедії українознавства» (словникова частина, українська та англійська версії).